# Gembong Kulon
Gembong Kulon is een bestuurslaag in het regentschap Tegal van de provincie Midden-Java, Indonesië. Gembong Kulon telt 4174 inwoners (volkstelling 2010).